# 克洛斯特莱希费尔德
克洛斯特莱希费尔德是德国巴伐利亚州的一个市镇。总面积2.36平方公里，总人口2656人，其中男性1330人，女性1326人（2011年12月31日），人口密度1 125人/平方公里。